# Matt Parrott
Mathies „Matt“ Parrott (* 11. Mai 1837 im Schoharie County, New York; † 21. April 1900 in Battle Creek, Michigan) war ein US-amerikanischer Politiker. Zwischen 1896 und 1898 war er Vizegouverneur des Bundesstaates Iowa.

## Werdegang
Matt Parrott besuchte die öffentlichen Schulen seiner Heimat. Danach begann er in der Zeitungsbranche zu arbeiten. Zusammen mit einem Partner erwarb er im Februar 1869 die Zeitung Iowa State Reporter in Waterloo. Gleichzeitig schlug er als Mitglied der Republikanischen Partei eine politische Laufbahn ein. Er wurde Mitglied im Gemeinderat von Waterloo. Zwischen 1877 und 1881 war er Bürgermeister dieser Stadt. Im Jahr 1885 wurde er in den Staatssenat gewählt.
1895 wurde Parrott an der Seite von Francis M. Drake zum Vizegouverneur von Iowa gewählt. Dieses Amt bekleidete er zwischen 1896 und 1897. Dabei war er Stellvertreter des Gouverneurs und Vorsitzender des Staatssenats. Im Jahr 1897 kandidierte er erfolglos für das Amt des Gouverneurs von Iowa. Er starb am 21. April 1900 in Battle Creek und wurde in Waterloo beigesetzt. Mit seiner Frau Francis hatte er drei Söhne.